# Désert du Kalahari
Pour les articles homonymes, voir Kalahari.
Le désert du Kalahari, situé entre les bassins versants des fleuves Zambèze et Orange, couvre une large partie du Botswana et s'étend vers la Namibie et l'Afrique du Sud sur une superficie d'environ 900 000 km2.

## Description
Le terme « désert » est inapproprié en ce qui concerne le Kalahari. Certes il n'existe pas de plans d'eau permanents dans cette région mais la végétation y est souvent assez abondante.
Ce « désert » se situe au sein de la plus grande étendue de sable au monde, le bassin du Kalahari, d'une superficie de 2,5 millions de km2, qui recouvre des parties du Botswana, de la Namibie, de l'Afrique du Sud, de l'Angola, de la Zambie, du Zimbabwe et de la république démocratique du Congo.
Dans le « désert » du Kalahari, la végétation se compose au sud et à l’ouest principalement d'une savane xérique (c'est-à-dire caractérisée principalement par une forte sécheresse) d'une superficie d'un peu moins de 600 000 km2 (écorégion « Savanes xériques du Kalahari » AT1309 selon la classification du Fonds mondial pour la nature).
Au sud-ouest de cette région, là où l'Afrique du Sud, le Botswana et la Namibie se rejoignent, le climat est le plus aride et par endroits la savane xérique devient même un véritable semi-désert ; par exemple, dans le district ZF Mgcawu District Municipality (en) d'Afrique du Sud, le taux de couverture végétale totale peut être aussi bas que 30,72 % dans les fermes non-protégées (du pâturage du bétail) au sud de Twee Rivieren rest Camp et 37,74 % dans la zone sud-africaine du parc transfrontalier de Kgalagadi.
Au nord et à l'est du Kalahari, on trouve principalement des forêts sèches, notamment d'acacias et de baikiaea (« teck rhodésien ») dans l'éco-région des « forêts claires à Acacia et Baikiaea du Kalahari » (AT0709), qui couvrent une région d'un peu plus de 300 000 km2.
Dans quelques régions limitées du Kalahari le taux de couverture végétale au sol est quelquefois proche de 100 % ; on parle de végétation « fermée » ou « quasi fermée » dans ce cas.
Vers le nord, hors du « désert » du Kalahari, mais toujours dans le bassin du Kalahari, règne une végétation halophyte, adaptée aux lacs salés, comme celui du pan d'Etosha ou du pan de Makgadikgadi, lacs qui sont complètement asséchés lors de la saison sèche, ou encore une végétation adaptée aux eaux douces du delta de l'Okavango. Ce delta n'est jamais asséché, même en saison sèche où, paradoxalement, il est à son plus haut niveau ; l'eau provenant des pluies de la saison humide qui alimentent l'Okavango en Angola met environ six mois pour parvenir au delta et nourrit donc ce dernier pendant la saison sèche. Ce delta abrite ainsi de nombreux marais riches en faune et en flore.

## Hydrologie

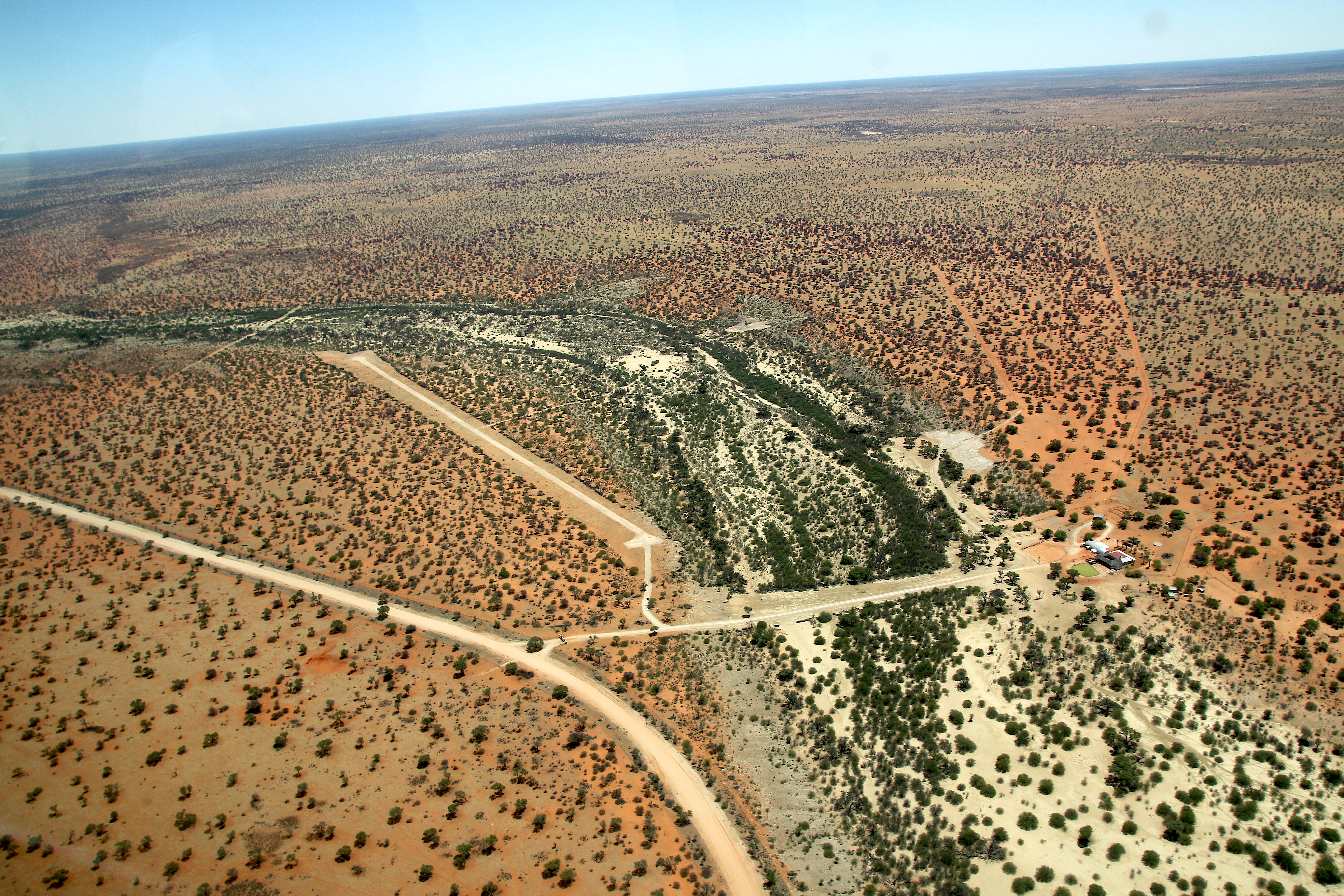
La rivière Nossob près de la triple frontière de la Namibie, du Botswana et de l'Afrique du Sud en octobre 2018.

Des lits d'anciennes rivières, appelées omuramba, traversent le centre-nord du Kalahari et fournissent de l'eau pendant la saison des pluies. Autrefois fréquentés par des animaux, de l'éléphant à la girafe, les lits des rivières sont aujourd'hui plutôt des régions de pâturage, quoiqu'on y voit encore occasionnellement des léopards et des guépards.
Juste à l'extérieur, le seul fleuve permanent, l'Okavango, se déverse dans l'intérieur à la lisière nord-ouest du désert.

## Climat
Le climat kalaharien est un climat subtropical du fait de la présence d'un véritable hiver.
Au sud et à l'ouest, là où règne la savane xérique voire le semi-désert, le climat est semi-aride de type « kalaharien ».
Le climat kalaharien est un climat subtropical (« température annuelle moyenne supérieure ou égale à 18 °C, avec température mensuelle moyenne du mois le plus froid strictement inférieure à 18 °C ») semi-aride à saison sèche en saison froide (c'est-à-dire les six mois les plus froids de l'année).
C'est le pendant austral du climat tropical sahélien mais en altitude, ce qui explique que le climat kalaharien n'est pas tropical en ce qui concerne les températures hivernales.
En effet le désert du Kalahari est situé entre 600 et 1 600 m d'altitude (principalement entre 800 et 1 200 m), c'est pourquoi les températures sont inférieures à celles des régions du Sahel ou du Sahara.
Au Kalahari, en hiver austral, entre juin et août, le gel est fréquent en fin de nuit et en début de matinée, phénomène qui n'arrive jamais en climat sahélien proprement dit, plus chaud.
Si, en été, les températures peuvent être très chaudes, elles ne sont pas excessives, principalement du fait de l'altitude, à l'inverse des régions de basse altitude au climat sahélien ou saharien, où certaines stations enregistrent des températures moyennes du mois le plus chaud autour de 38 °C. Il semblerait qu'aucune station météorologique du Kalahari n'enregistre de température mensuelle moyenne supérieure à 29 °C même si des maxima quotidiens de près de 45 °C peuvent être enregistrés (44,8 °C à Twee Riviere en 2012).
En revanche, comme en climat sahélien, le climat kalaharien a sa saison humide pendant la saison chaude (les six mois les plus chauds de l'année). Ainsi la saison sèche dure huit mois ou plus et la saison humide varie donc entre moins d'un mois et quatre mois, selon les endroits.
Les précipitations annuelles moyennes sont comprises entre 110 mm, ce qui est proche de l'aridité, au sud-ouest du Kalahari (la région la plus aride de cette région se trouve à l'ouest—sud-ouest de Tsaraxaibis, au sud-est de la Namibie), et plus de 500 mm, ce qui constitue une limite entre sub-humidité et semi-aridité, dans certaines régions du nord et de l'est.
Il y a deux mécanismes aérologiques principaux au Kalahari. Le nord et le nord-ouest sont soumis à l'alternance zone de convergence intertropicale (ZCIT) / Alizé continental (AC). La ZCIT, aussi appelée ZIC (zone intertropicale de convergence), est la zone de rencontre des alizés boréaux avec leurs homologues austraux, ce que les météorologistes appellent « équateur météorologique » (EM). Au Kalahari, la zone de convergence est responsable des pluies en saison humide tandis que l'Alizé continental régit la saison sèche. Les autres régions du Kalahari sont plus soumises à l'« Alizé maritime continentalisé ». Ce dernier, comme son nom l'indique, est à l’origine maritime mais s'assèche lorsqu'il passe sur les terres australes et déverse son humidité sur le Grand Escarpement avant d'arriver au Kalahari.

## Population
Le Kalahari héberge encore les San, qui sont les premiers habitants de l'Afrique australe. Le terme « Kalahari » dérive de « Kgalagadi » qui signifie « grande soif » en langue tswana (de « keir » voulant dire « grande soif »), ou du mot « Khalagari » (ou « Kalagare ») signifiant « lieu sans eau ».

Images
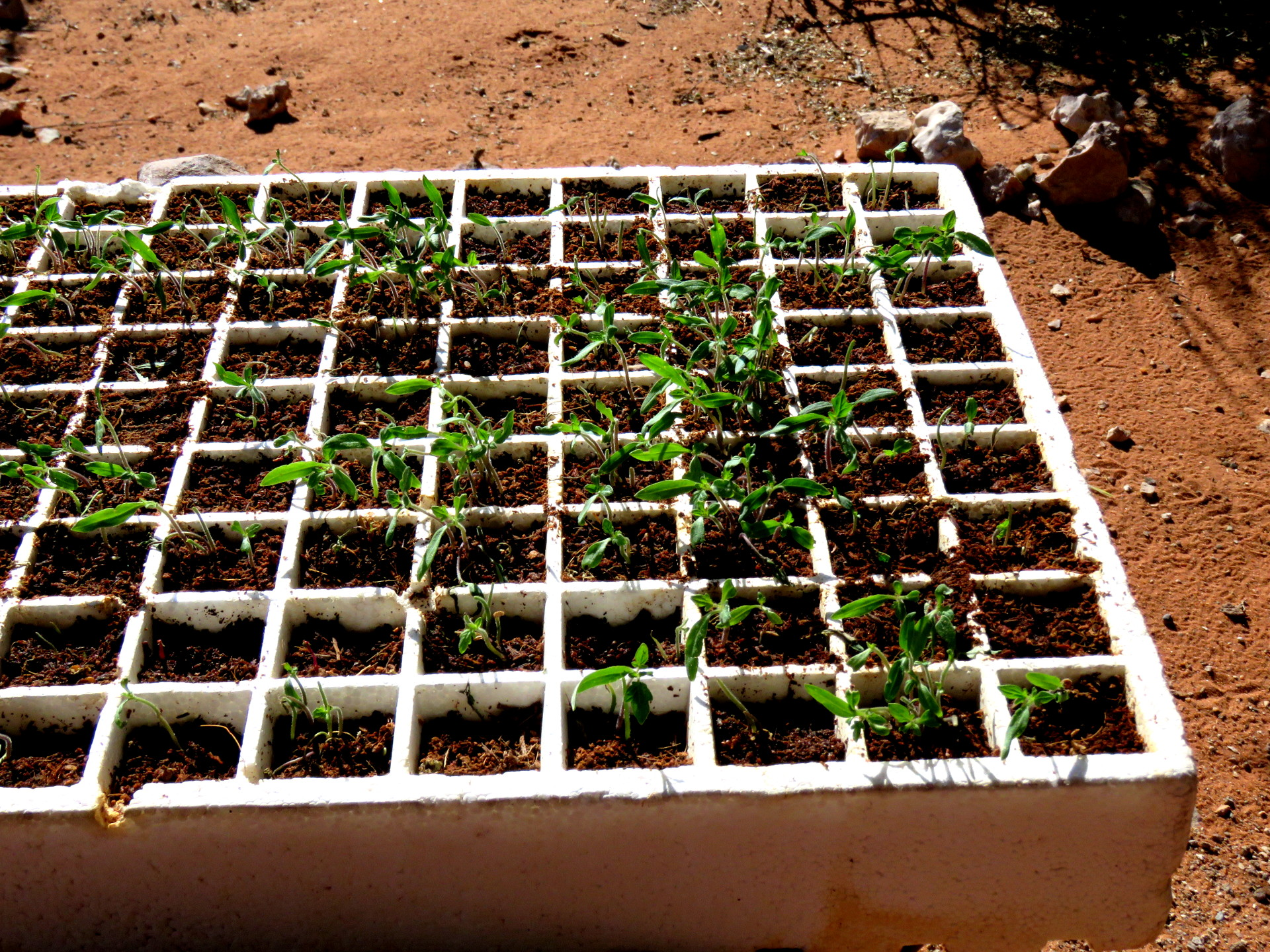
Semis de légumes destinés à des cultures hydroponiques en Namibie en février 2021.
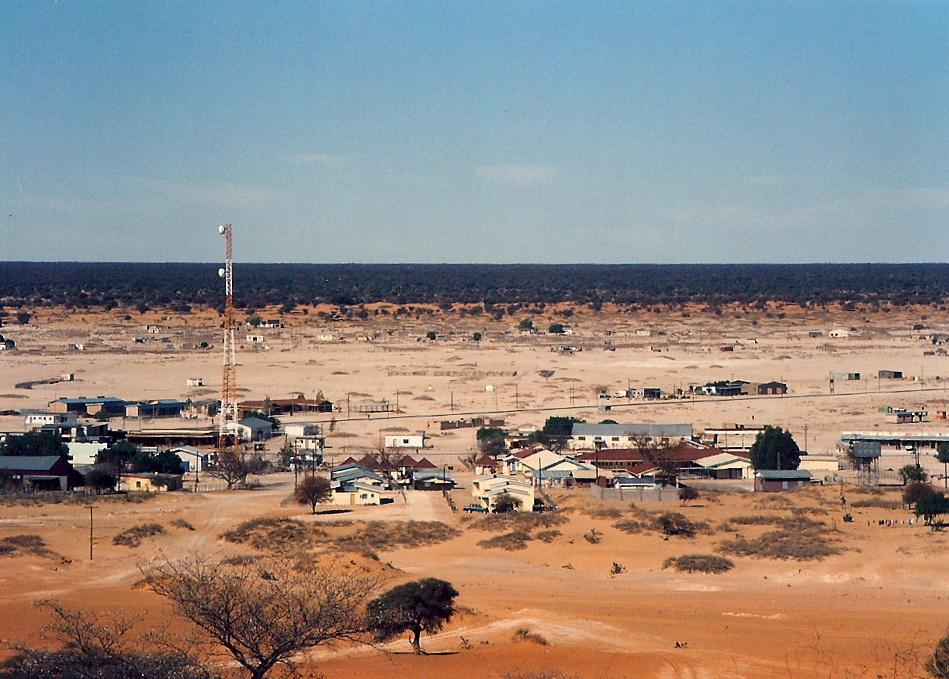
Tshabong au Botswana pendant l'hiver austral en 1995.
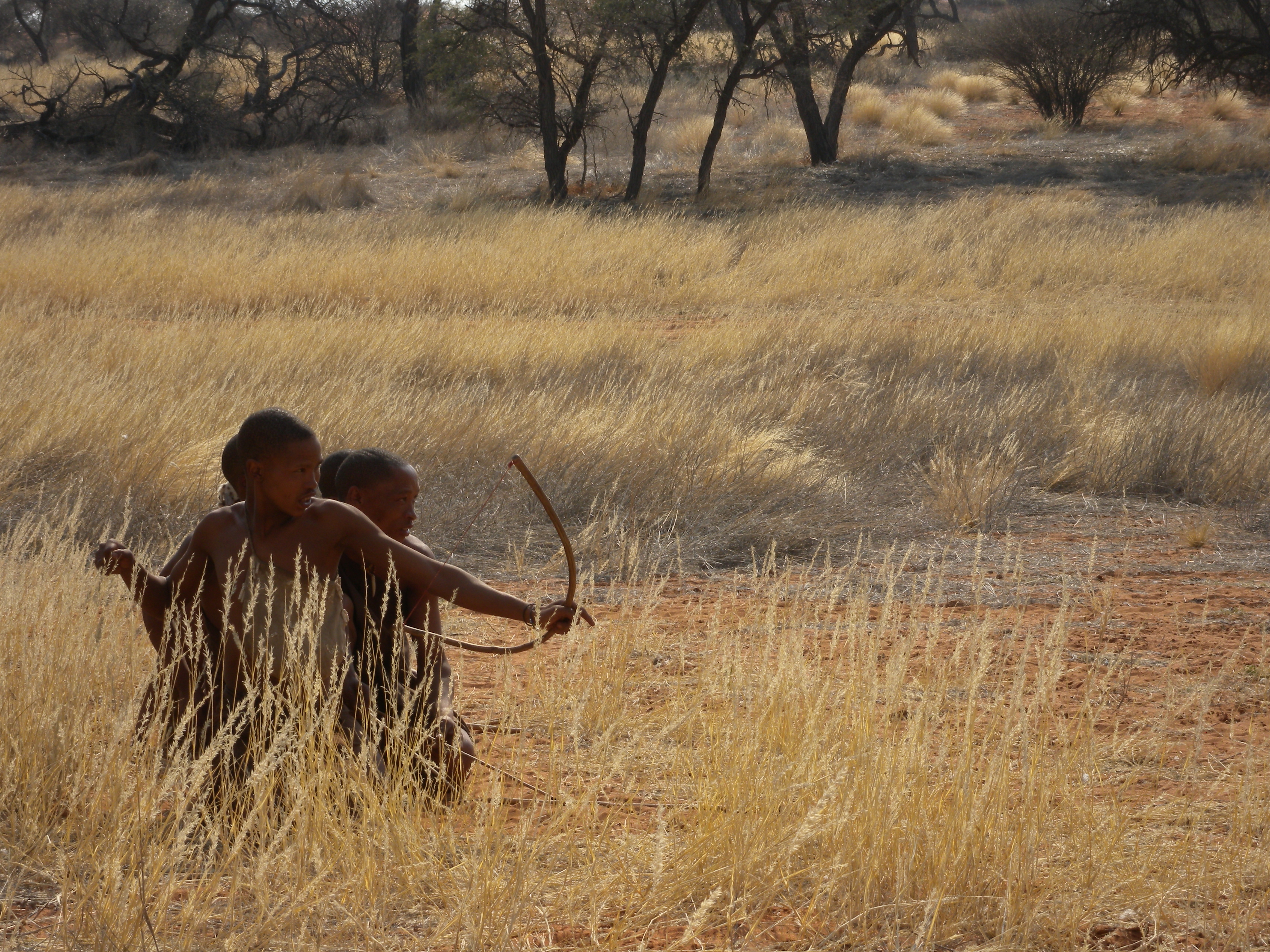
Chasseurs San en août 2009.

## Parcs
Le Kalahari possède plusieurs réserves naturelles, isolées les unes des autres, telles que la réserve de chasse du Kalahari central (la deuxième plus grande région protégée du monde), le Khutse Game Reserve (en) et le parc transfrontalier de Kgalagadi. La faune est assez variée, on y trouve des mammifères (lions, hyènes, suricates, plusieurs sortes d’antilopes dont l'oryx gazelle, le springbok ou encore le grand koudou) ainsi que de nombreux oiseaux et reptiles. On y a recensé quatre-cents végétaux différents, dont la pastèque sauvage et le melon tsamma ; les principaux arbres sont les acacias. On y trouve le dernier groupe d'éléphants du désert[réf. nécessaire].

Images
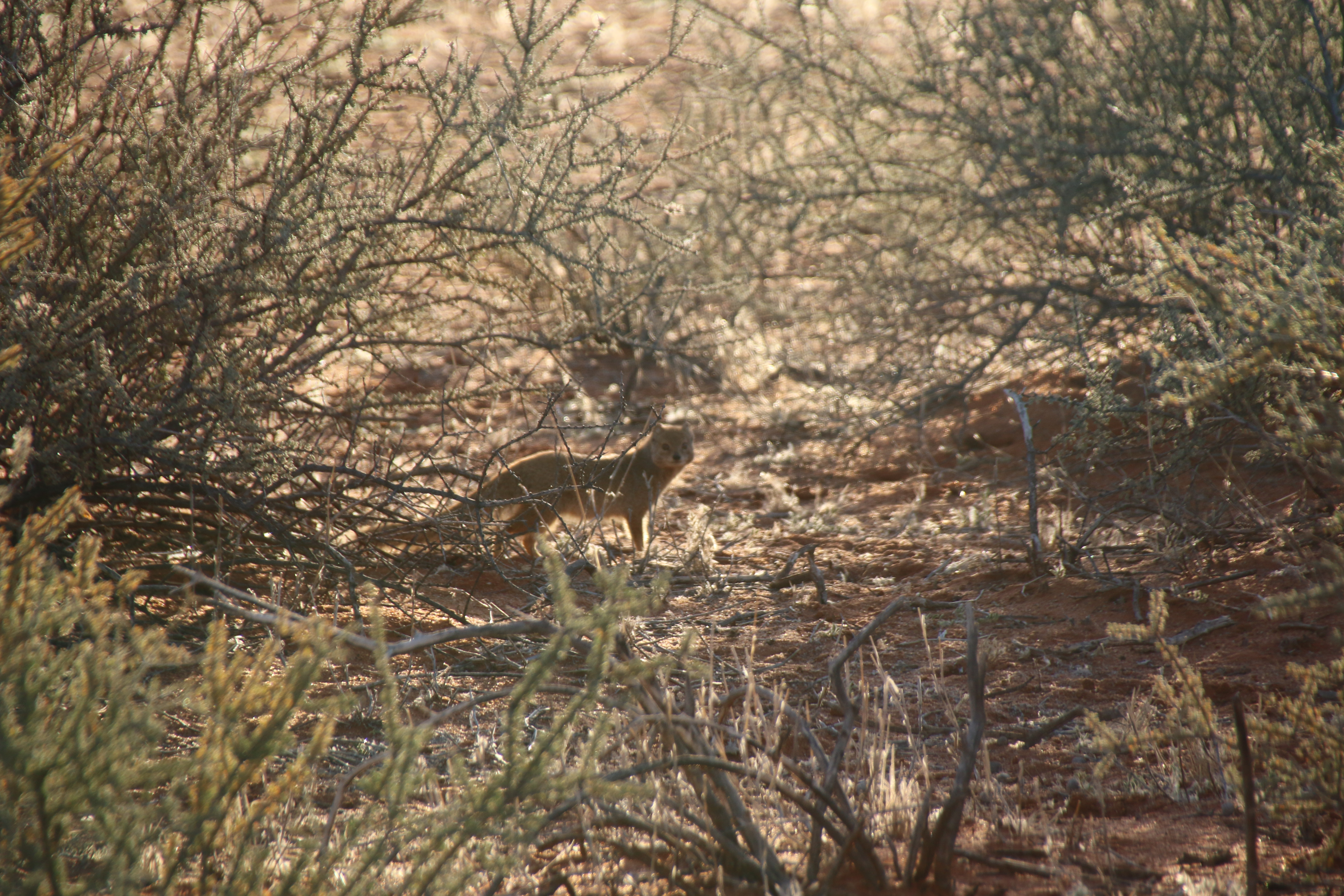
Mangouste jaune en août 2015.
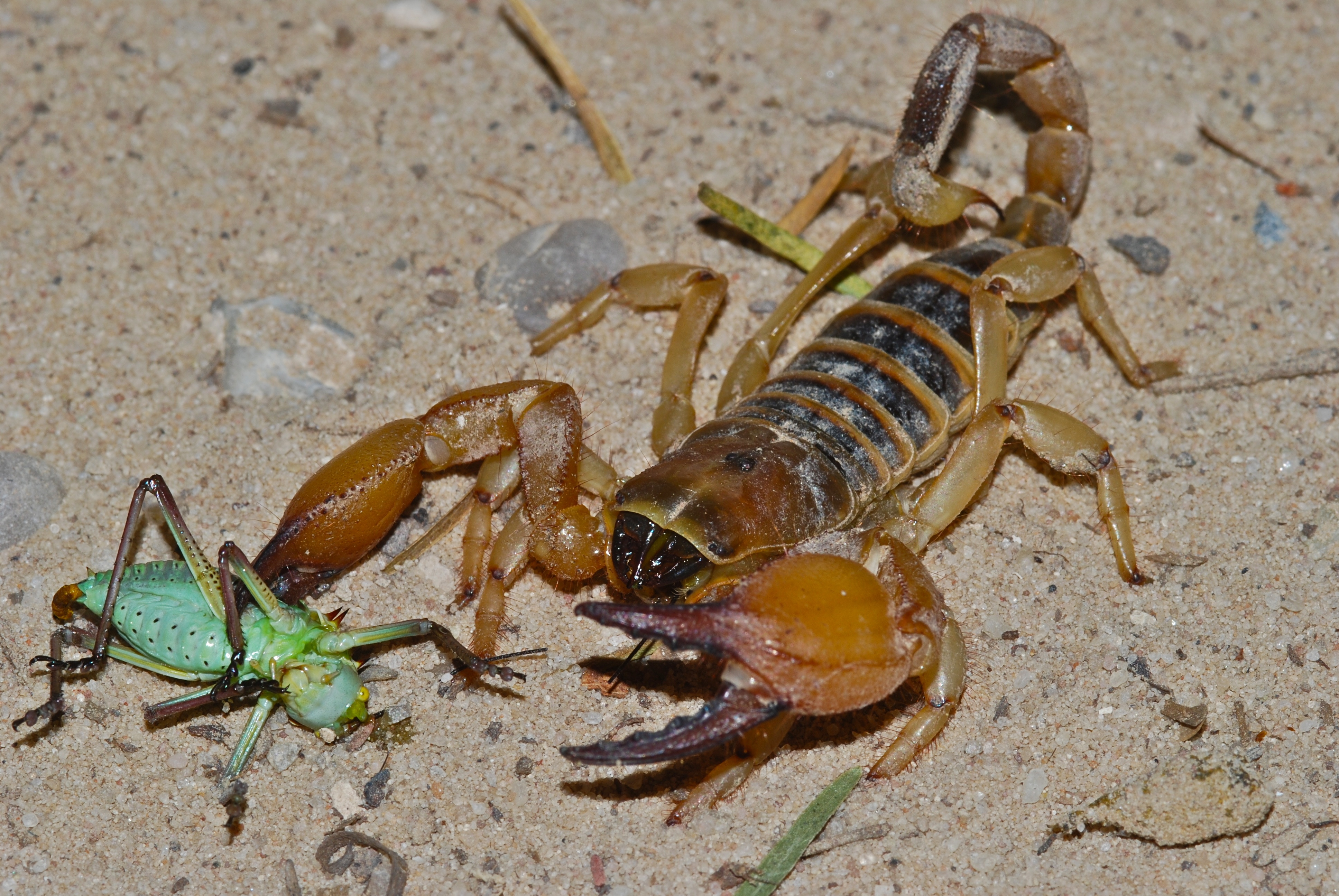
Scorpion tricolore Opistophthalmus wahlbergii en mars 2012.
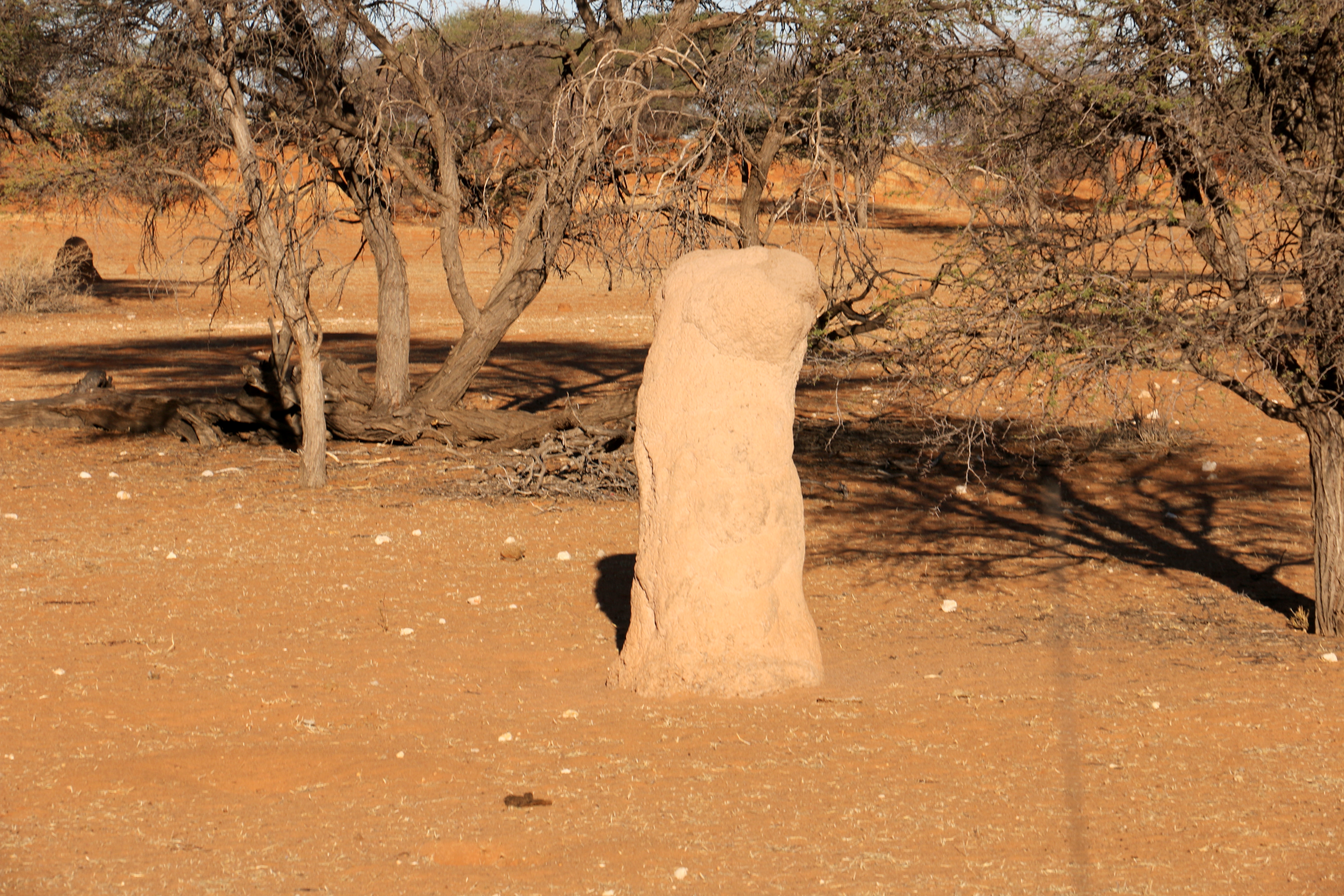
Termitière en octobre 2017.
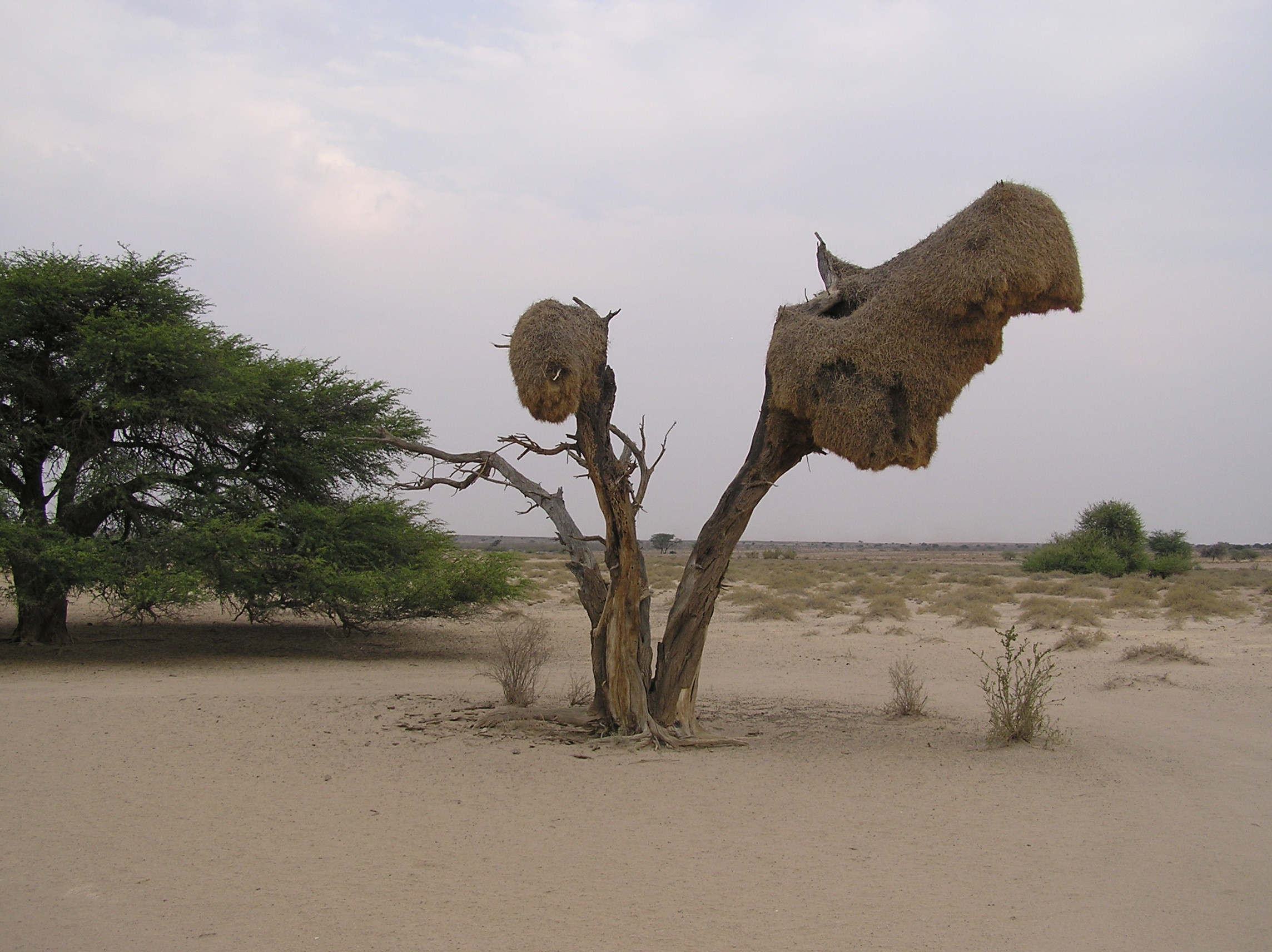
Nids d'oiseau Républicain social en octobre 2003.

## Ressources naturelles

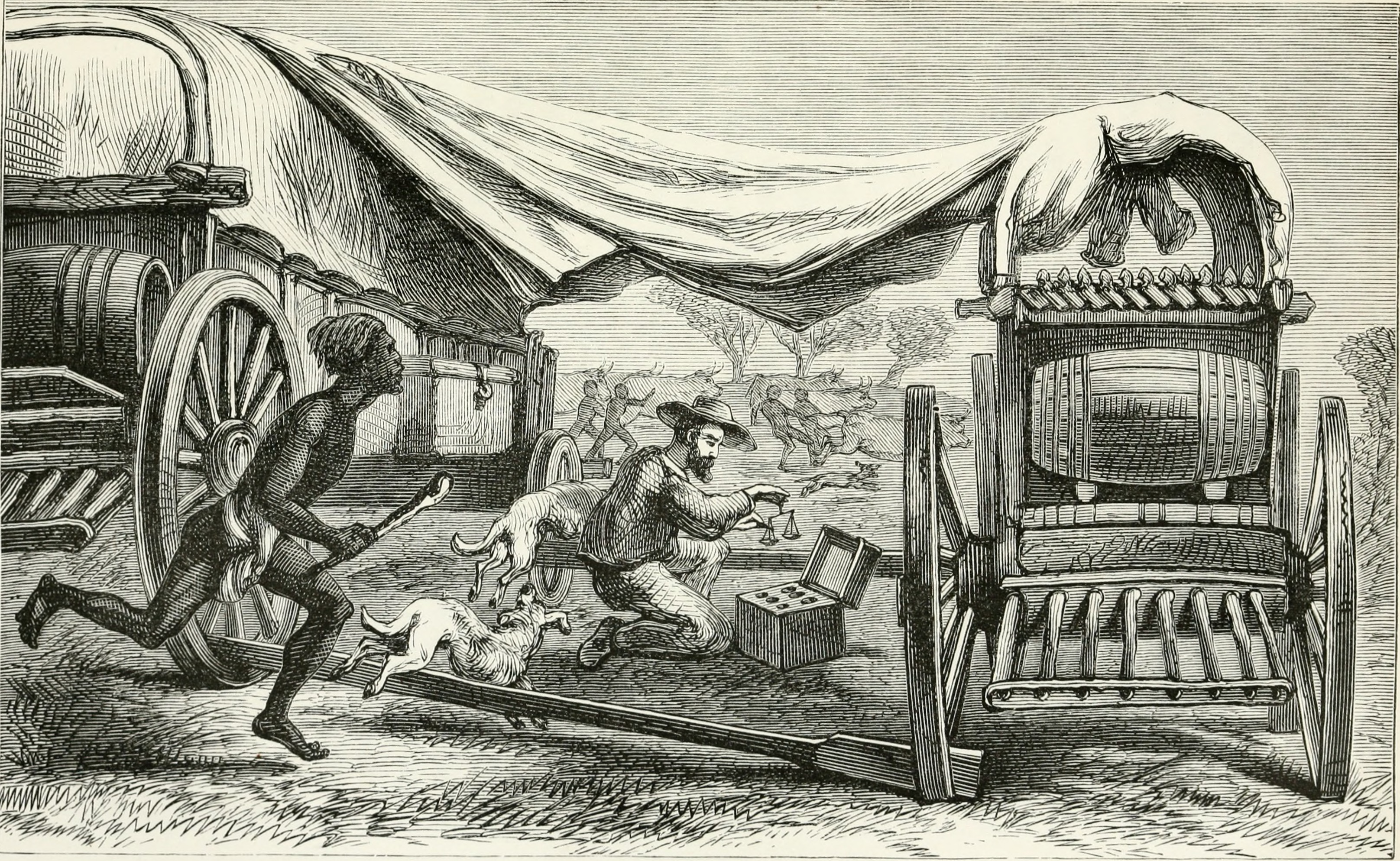
Rencontre entre un chasseur San et un prospecteur, illustration d'A.K. Johnston et A.H. Keane, 1878.

Dans les cuvettes dépressionnaires (lac Makgadikgadi, Etosha), on exploite les dépôts de sel qui se forment à la surface. Les autres ressources naturelles sont le charbon, le cuivre, l'uranium et le nickel. Dans la région de Makgadikgadi, à Orapa, se trouve l’une des plus importantes mines de diamants au monde. La mine de Pomfret en Afrique du Sud a autrefois fourni de l'amiante, mais elle est aujourd'hui abandonnée.
À partir de 1997, le gouvernement du Botswana procède à des expulsions violentes des Boshimen sous couvert de protection de la faune.
L'ONG Survival International affirme que la vraie raison du déménagement forcé de la population est d'utiliser les terres ainsi libérées pour y extraire des diamants. Le Botswana Centre for Human Rights, Ditshwanelo, conteste cette position, en disant que le gouvernement agit de manière altruiste, quoique maladroite. En octobre 2019, des rapports indiquent que gouvernement botswanais a commencé une seconde vague de déménagements forcés. Ceci a lieu malgré des jugements de la Haute-Cour du Botswana de 2006 et 2011 qui concluent que l'action de l'État est illégale et anti-constitutionnelle. 
Depuis 2015, la société canadienne ReconAfrica possède des droits d'exploration d'hydrocarbures dans la région transfrontalière entre la Namibie et le Botswana. Les zones d'exploitation couvrent des réserves de faune et des régions habitées. La campagne de forages débute en 2020 malgré les inquiétudes de plusieurs organisations civiles et environnementales,.

## Le Kalahari dans l'art
- A Far Off Place, en version française Kalahari, est un film de Mikael Salomon sorti en 1993 avec Reese Witherspoon, basé sur les romans de Laurens van der Post.
- Les dieux sont tombés sur la tête, film de 1980.
- La Famille Suricate, film de 2009.
- Lions Of The Kalahari, chanson de Sam Roberts.
- Les Enquêtes de Mma Ramotswe, série de romans d'Alexander McCall Smith sur une agence de dames détectives au Botswana, adaptés en vidéo sous le nom L'Agence no 1 des dames détectives. Le désert du Kalahari est fréquemment mentionné dans la série.
- Nisa. Une vie de femme, récit écrit par l'anthropologue Marjorie Shostak qui a rencontré les !Kung San dans le désert du Kalahari.

## Districts administratifs dans le Kalahari du Botswana
- Botswana
  - District de Kgalagadi
  - District de Ghanzi
  - District du Sud
  - District de Kweneng
  - District central (Botswana)
  - District du Nord-Ouest

### Traduction
- (en) Cet article est partiellement ou en totalité issu de l’article de Wikipédia en anglais intitulé « Kalahari Desert » (voir la liste des auteurs).